# Agnia Lozina-Lozínskaya
Agnia Serguéyevna Lozina-Lozínskaia (del ruso: Агния Сергеевна Лозина-Лозинская) (1903 - 1958) fue una botánica rusa.

## Algunas publicaciones
- 1926. (Revisión crítica del género Fragaria) (en ruso)

- La abreviatura «Losinsk.» se emplea para indicar a Agnia Lozina-Lozínskaya como autoridad en la descripción y clasificación científica de los vegetales.[1]

- «A.S. Losina- Losinskaja». Índice Internacional de Nombres de las Plantas (IPNI). Real Jardín Botánico de Kew, Herbario de la Universidad de Harvard y Herbario nacional Australiano (eds.).
- Wikispecies tiene un artículo sobre Agnia Lozina-Lozínskaya.

- Datos: Q5653423
- Especies: Agnija Sergejewna Losina-Losinskaja

1. ↑  Todos los géneros y especies descritos por este autor en IPNI.